# Théorème de Müntz
Le théorème de Müntz-Szász est un résultat fondamental de la théorie de l'approximation, conjecturé en 1912 par Sergueï Bernstein et démontré en 1914 par Herman Müntz. En 1916, Otto Szász l'a étendu à des exposants complexes et en a fourni une preuve plus simple.
Pour I un segment quelconque de ℝ, le théorème de Weierstrass assure que toute fonction continue de I dans ℂ est limite uniforme d'une suite de polynômes.
Le théorème de Müntz-Szász est une généralisation du théorème de Weierstrass, dans le cas où le segment I est positif, avec un ensemble d'« exposants de monômes » différent de celui des entiers naturels, mais satisfaisant une condition analogue à celle de la divergence de la série harmonique.

## Énoncé
Soient :
- {\displaystyle (\lambda _{n})_{n}}une suite strictement croissante de réels strictement positifs ;
- I = [a, b] avec 0 ≤ a < b ;
- C(I) l'espace vectoriel normé des fonctions continues de I dans {\displaystyle \mathbb {C} } (muni de la norme de la convergence uniforme) ;
- F le sous-ensemble des fonctions x ↦ xλn, auxquelles on adjoint, si a = 0, la fonction constante 1.

Alors, les assertions suivantes sont équivalentes :
- F est total dans C(I), (c'est-à-dire que le sous-espace vectoriel qu'il engendre est dense).

- La suite {\displaystyle (\lambda _{n})_{n}} satisfait : {\displaystyle \sum \limits _{n\geq 1}{\frac {1}{\lambda _{n}}}=+\infty }

## Démonstration du sens indirect
Nous allons démontrer que l'hypothèse {\displaystyle \sum \limits _{n\geq 1}{\frac {1}{\lambda _{n}}}=+\infty } est suffisante pour que {\displaystyle F} soit total dans {\displaystyle C(I)}. La preuve suivante (pour I = [0, 1]) nécessite l'hypothèse supplémentaire λn → +∞ mais « a deux avantages distincts par rapport à la majorité des preuves connues du même résultat : elle est à la fois constructive et courte. »
Les hypothèses sont donc :
{\displaystyle 0<\lambda _{1}<\lambda _{2}<\ldots ,\quad \lambda _{n}\to +\infty \quad {\rm {et}}\quad \sum _{n=1}^{\infty }{\frac {1}{\lambda _{n}}}=+\infty }
et il suffit (d'après le théorème de Weierstrass) de montrer que pour tout entier m > 0, il existe une suite de fonctions Pn(x), combinaisons linéaires (à coefficients complexes) des xλk, telle que la différence Qn(x) := xm – Pn(x) converge uniformément vers 0 sur [0, 1]. On définit par récurrence une telle suite en posant :
{\displaystyle Q_{0}(x)=x^{m},\quad Q_{n}(x)=(\lambda _{n}-m)x^{\lambda _{n}}\int _{x}^{1}Q_{n-1}(t)t^{-(1+\lambda _{n})}{\rm {d}}t.}
On vérifie facilement (par récurrence) que :
1. chaque Qn est la différence de xm et d'une combinaison linéaire des xλk pour k ≤ n ;
2. en notant ║ ║ la norme de la convergence uniforme sur [0, 1],{\displaystyle \|Q_{n}\|\leq \prod _{k=1}^{n}\left|1-{\frac {m}{\lambda _{k}}}\right|,}ou encore, en appliquant le logarithme :{\displaystyle \ln \|Q_{n}\|\leq \sum _{k=1}^{n}\ln \left|1-{\frac {m}{\lambda _{k}}}\right|.}

Puisque λn → +∞, on a l'équivalent
{\displaystyle \ln \left|1-{\frac {m}{\lambda _{k}}}\right|\sim -{\frac {m}{\lambda _{k}}}.}
Par comparaison des séries, on en déduit que ln║Qn║ → –∞, c'est-à-dire ║Qn║ → 0.